# Junta Administradora Local (Colombia)
Una Junta Administradora Local, llamadas simplemente como JAL, es parte de la estructura del Estado colombiano, dentro de la rama ejecutiva (con funciones normativas y de control político) en el orden territorial más bajo: corregimientos, comunas y localidades. Las JAL fueron consagradas por la Ley 136 de 1994, que las define como «corporaciones administrativas de carácter público, de elección popular»,en la que cumplirán en el área de su jurisdicción las funciones que les asignen los acuerdos y normativas delegados, con sujeción a la ley. Sus miembros son llamados Ediles. 
Cuando las asambleas departamentales suprime un municipio de su jurisdicción y agregan ese territorio a otro, las antiguas autoridades (concejales) se constituyen en una Junta Administradora Local.

## Descripción

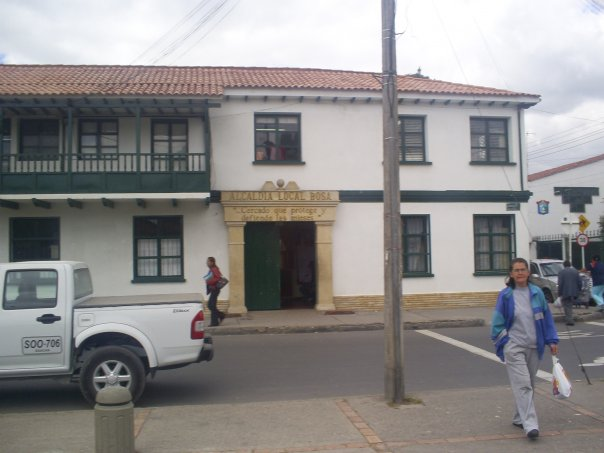
Alcaldía Local de Bosa, en Bogotá

En Colombia, los municipios están conformados por una cabecera municipal, por centros poblados y veredas. A su vez, la cabecera municipal pueden (dependiendo su nivel demográfico) dividirse en comunas; mientras, centros poblados y veredas del municipio pueden constituirse en corregimientos. En los distritos especiales, la división política administrativa se denominan localidades. Las localidades, comunas y corregimientos son administrados por las Juntas Administradoras Locales (JAL), y sus miembros deben ser elegidos por votación popular. 
En el año 1991, la Constitución Colombiana consagró la institución y la dispuso en su artículo 318, numeral 2.
En cada una de las comunas o corregimientos hay una JAL integrada por no menos de tres (3) ni más de nueve (9) ediles elegidos por votación popular, para periodos de cuatro (4) años, que debe coincidir con el período del Alcalde y los del Concejo Municipal (Ley 1551 de 2012, artículo 119). Los actos de las JAL se denominan Resoluciones. 
Cada JAL tiene como una de sus funciones la de presentar ternas de candidatos a cada uno de los alcaldes (municipales o distritales), para  que estos elijan a los corregidores para los corregimientos y los alcaldes locales para las localidades de distrito.

## Funciones
Con el fin de mejorar la prestación de los servicios y asegurar la participación de la ciudadanía en el manejo de los asuntos públicos de carácter local, los concejos municipales podrán constituir en sus municipios en comunas (cuando se trate de la cabecera municipal) y en corregimientos (conjuntos de centros poblados y veredas). En cada una de las comunas o corregimientos habrá una junta administradora local de elección popular, integrada por el número de miembros que determine la ley, que tendrá las siguientes funciones:  
1. Participar en la elaboración de los planes y programas municipales de desarrollo económico y social y de obras públicas.
2. Vigilar y controlar la prestación de los servicios municipales en su comuna o corregimiento y las inversiones que se realicen con recursos públicos.
3. Formular propuestas de inversión ante las autoridades nacionales, departamentales y municipales encargadas de la elaboración de los respectivos planes de inversión.
4. Distribuir las partidas globales que les asigne el presupuesto municipal.
5. Ejercer las funciones que les deleguen el concejo y otras autoridades locales. Las asambleas departamentales podrán organizar juntas administradoras para el cumplimiento de las funciones que les señale el acto de su creación en el territorio que este mismo determine

### Distrito Capital
La figura funciona en ciudades grandes e intermedias, que corresponden a municipios de mayor tamaño y mayor complejidad, tales como Bogotá, Medellín, Cali, Cartagena, Barranquilla y algunas otras.  

Localidades del Distrito Capital

En el Distrito Capital, Bogotá, a las Juntas Administradoras Locales se les asigna como funciones específicas las siguientes:[cita requerida]
1. Distribuir y apropiar las partidas globales que se asignen en el presupuesto anual del Distrito Capital a las localidades teniendo en cuenta las necesidades básicas insatisfechas de su población.
2. Vigilar y controlar, la prestación de los servicios distritales en su localidad y las inversiones que en ella se realicen con recursos públicos.
3. Cumplir las funciones que en materia de servicios públicos, construcción de obras y ejercicio de atribuciones administrativas que les asignen la ley y que les deleguen las autoridades nacionales.
4. Promover la participación y veeduría ciudadana en el manejo y control de los asuntos públicos.
5. Ejercer las demás funciones que les asignen la constitución, la ley, los acuerdos distritales y los decretos del Alcalde Mayor.[1]

En Bogotá las JAL coadministran y controlan en las localidades del Distrito.